# Szűcs Éva (tollaslabdázó)
Szűcs Éva (Szend, 1934. január 11. –) magyar bajnok tollaslabdázó, sportvezető.

## Életpályája
1956-ban épületgépészeti technikumban érettségizett, mint épületgépész. 1954 és 1989 között az ÉVITERV (Épületgépészeti és Villamossági Tervező Vállalat) tervezője volt. 1961 és 1970 között az ÉVITERV [forrás?] tollaslabdázója volt Edzője Rázsó Pál volt. 1966 és 1969 között a Magyar Tenisz Szövetség Tollaslabda Bizottság elnökségi tagja volt. 1969–70-ben a Magyar Tollaslabda Szövetsége elnökségi tagja.

## Sikerei. díjai
- Magyar bajnokság
  - egyes
    - bajnok: 1963
    - 3.: 1964

  - női páros
    - bajnok: 1964
    - 3.: 1963

  - csapat
    - bajnok: 1964, 1965